# Antisanti
 Antisanti  là một xã ở tỉnh Haute-Corse trên đảo Corse, Pháp. Xã này có diện tích 47,95 km², dân số năm 1999 là 418 người. Khu vực này có độ cao 750 mét trên mực nước biển.